# China Logistics Group
China Logistics Group Company Limited (CLG) — крупнейшая в Китае логистическая компания. Специализируется на международных железнодорожных и автомобильных перевозках, складском хозяйстве, управлении глобальными цепочками поставок и трансграничной электронной коммерции. Контролирует сеть логистических хабов во всех провинциях страны.  

## История
Компания China Railway Materials с 1887 года занималась техническим обслуживанием железных дорог, производством железнодорожного оборудования, поставками топлива и металлов. В 2013 году China Railway Materials столкнулась с финансовыми проблемами из-за спада в торговле дизелем и сталью. К концу 2015 года отношение долга к активам компании достигло 121,8 %, что свидетельствовало о фактической неплатежеспособности. В 2016 году центральное правительство назначило China Chengtong Holdings Group возглавить реструктуризацию China Railway Materials. По состоянию на конец 2019 года активы China Railway Materials составляли 55,7 млрд юаней. В январе 2021 года компания завершила реструктуризацию и вывела свои активы на Шэньчжэньскую фондовую биржу. 
China Logistics Group основана в декабре 2021 года в результате слияния активов пяти государственных логистических компаний — China Railway Materials Group, China National Materials Storage and Transportation Group, CTS International Logistics, China Logistics и China National Packaging Corporation (последние четыре компании являлись дочерними структурами China Chengtong Holdings Group). Уставной капитал China Logistics Group составил 30 млрд юаней (4,7 млрд долларов). 
На момент слияния акции четырёх дочерних компаний котировались на биржах: China Railway Materials и Xinjiang Guotong Pipeline на Шэньчжэньской фондовой бирже, а Zhongchu Development Stock и CTS International Logistics — на Шанхайской фондовой бирже. По состоянию на 2021 год China National Materials Storage and Transportation Group (Пекин) имела оборот в 49,54 млрд юаней, China Railway Materials (Тяньцзинь) — 36,7 млрд юаней, CTS International Logistics (Шанхай) — 24,6 млрд юаней.

## Деятельность
По состоянию на начало 2022 года China Logistics Group контролировала парк из 3 млн грузовых и коммерческих автомобилей, 120 железнодорожных линий (преимущественно на маршруте Китай — Европа), 42 складских комплекса, почти 5 млн квадратных метров других хранилищ и права собственности на 24,26 млн квадратных метров земли.

## Акционеры
Контрольным пакетом акций China Logistics Group владеют SASAC (38,9 %) и государственная инвестиционная корпорация China Chengtong Holdings Group (38,9 %). Кроме того, стратегическими инвесторами компании являются China Eastern Airlines (10 %), China COSCO Shipping (7,3 %) и China Merchants Group (4,9 %).